# BLU-119
Bei der BLU-119, auch als CrashPAD bezeichnet, handelt es sich um eine ungelenkte Bombe der Streitkräfte der Vereinigten Staaten mit einem Gewicht von etwa einer Tonne. Sie wurde speziell dazu entworfen, Produktionsanlagen und Lagerstätten von chemischen und biologischen Massenvernichtungswaffen ohne Kontaminierung der Umwelt zu zerstören. Die Entwicklung wurde von der Defense Threat Reduction Agency innerhalb von neun Monaten abgeschlossen, um sie noch während der Operation Iraqi Freedom einsetzen zu können. Damit war sie (DTRA) die erste spezialisierte Waffe ihrer Art. Äußerlich ist sie identisch mit der Mk. 84, da sie den leeren Bombenkörper dieser nutzt. In dem Mk. 84 Körper werden neben dem Zünder auch ein 65 kg schwerer Gefechtskopf mit dem Sprengstoff PBX-109 sowie ein ungefähr 190 kg fassender Behälter mit einem Gegenmittel (Agent Defeat) eingesetzt.